# バードコア
バードコア (英語: Bardcore) あるいはタヴァーンウェイヴ (英語: tavernwave) は2020年に発生したインターネット・ミームであり、ポップスのヒット曲をヨーロッパ中世風にリメイクするという音楽上の動きである。2020年の4月頃より、コロナウイルス感染症流行による封鎖の影響でYouTube上で流行するようになった。Bardcoreはbard＋hardcore（ハードコア）のかばん語である。「バード」(bard)とは中世のゲール文化やブリテン文化において物語を語ったり、音楽を奏でたりする仕事をしていた吟遊詩人を指す。

## 発展
2020年より以前から、ポップ・ミュージックの中世風翻案で個別に注目をあびた作品は存在した。Algal the Bardによるシステム・オブ・ア・ダウンの"Toxicity"のカバーは2017年12月に公開されてから百万人以上のリスナーに視聴された。
しかしながら、『ガーディアン』によると、はっきりしたトレンドとしてのバードコアのはじまりは、コロナウイルス感染症流行による外出制限・封鎖の最中であった2020年4月20日、27歳のドイツ人YouTuberであるコルネリウス・リンクによる"Astronomia (Medieval Style)"のリリースをきっかけとするものである。このトラックはロシアのアーティスト・トニー・イギーが発表したエレクトロニック・ダンスの曲である"Astronomia"のリメイクであり、この曲は既に棺桶ダンスの使用曲として幅広く注目を浴びていた作品であった。
数週間後、リンクはさらにフォスター・ザ・ピープルの"Pumped Up Kicks"の中世風インストゥルメンタルカバーを発表し、さらにカナダのYouTuberであるヒルデカルド・フォン・ブリンギン（名前は中世の作曲家であるヒルデガルト・フォン・ビンゲンのパロディである）がもともとの歌詞を古風にアレンジした"Pumped Up Kicks"の歌つきのトラックをリリースした。6月の終わりまでにはどちらのバージョンも400万ビューに達した。ヒルデガルド・フォン・ブリンギンはレディ・ガガの「バッド・ロマンス」、レディオヘッドの「クリープ」、ドリー・パートンの「ジョリーン」なども、リズムと歌詞をジャンルに合うよう変えてカバーしている。このトレンドにはGraywyck、Constantine、Samus Ordicusなどの他のYouTuberも参加した。
リュート、ハープ、クルムホルン、ハーディ・ガーディ、テイバー（小太鼓）などの音が好んで使用される。ただし、アレンジや歌詞などは必ずしも中世らしくないものもある。YouTubeなどで使用される楽曲のサムネイル画像の作成には、中世ではないルネサンスの絵画が使用されることもあるほか、Historic Tale Construction Kitなど、オンラインで中世風の画像が作れるツールが使用されている。

## 背景と評価
ヒルデガルド・フォン・ブリンギンは、ミレニアルズの中世に対する関心の高さとバードコアの流行について、『ゲーム・オブ・スローンズ』や『ウィッチャー』の流行を理由のひとつとしてあげている。i-Dのエルミラ・タナタロヴァはバードコアについて「中世について長年作られてきたミームの重みと、ジェネレーションZの実存的ユーモアにアピールする中世という時代に即したどんよりした暗さを抱えてている」と評している。音楽学者のエリナ・ハミルトンは、黒死病が流行した中世と新型コロナウイルス感染症が流行している2020年という時代の間に人々が共通性を見いだしていることを指摘している。
『エスクァイア』は10月1日付けの記事で、バードコアを2020年に話題になったミームのひとつとして紹介した。